# Sorbus tenuis
Sorbus tenuis är en rosväxtart som beskrevs av Mcall.. Sorbus tenuis ingår i släktet oxlar, och familjen rosväxter. Inga underarter finns listade i Catalogue of Life.